# 冰上航行
波罗的海舰队的冰上航行（俄语：Ледовый поход Балтийского флота）是第一次世界大战期间，俄国海军从爱沙尼亚塔林转移舰艇到芬兰赫尔辛基和俄国喀琅施塔得的军事行动。

## 行动过程
1918年2月17日，弗拉基米尔·列宁要求苏俄海军波罗的海舰队撤出塔林，前往赫尔辛基。次日，由于德国发动了新一波攻势，波罗的海舰队命令将舰艇转移到喀琅施塔得，同日开始撤退。大批撤退自2月22日开始，由破冰船叶尔马克号开路，驶向赫尔辛基。24日，由两艘潜艇、三艘扫雷舰和一艘布雷舰护卫的一队运输船撤离塔林。
2月25日德军抵达塔林时，俄军战舰已经在破冰船的护卫下基本完成撤离。3月5日，除一艘潜艇触冰外，所有舰船安全到达目的地。
4月12日至13日，德军占领赫尔辛基。俄军在德军波罗的海师到达支援芬兰白卫军前于4月3日凿沉了驻在汉科的4艘潜艇。之后，为履行布列斯特-立陶夫斯克条约，德军归还了于赫尔辛基捕获的所有舰艇。

## 舰队兵力
参与本次转移的有4艘无畏舰、3艘前无畏舰、5艘装甲巡洋舰、4艘巡洋舰、59艘驱逐舰、3艘巡逻舰、12艘潜艇、3艘布雷舰和144艘其他舰船。同时参与转移的还有苏俄空军的两个飞行大队和大量装备。这些舰船在保卫彼得格勒（今圣彼得堡）中起了重要作用。

## 扩展阅读
- Кровяков, Н. С. . 1955.
- Сапожников, В. И. . 1954.